# Kiełczewice Dolne
Kiełczewice Dolne [pronunciación en polaco: /kʲɛu̯t͡ʂɛˈvit͡sɛ ˈdɔlnɛ/] es un pueblo ubicado en el distrito administrativo de Gmina Strzyżewice, dentro del Condado de Lublin, Voivodato de Lublin, en Polonia oriental. Se encuentra aproximadamente a 3 kilómetros al suroeste de Strzyżewice y a 27 kilómetros al suroeste de la capital regional Lublin.